# STS-126
Denne side handler om en mission i rumfærge-programmet. For informationer om programmet, se rumfærge-programmet.
STS-126 (Space Transportation System-126) var rumfærgen Endeavour's 22. rummission opsendt d. 14. november 2008 kl. 7:55 pm EST – d. 15. november kl. 01:55 dansk tid og vendte tilbage d. 30. november 2008 4:25 pm EST – 22:25 dansk tid.
Missionen fragtede forsyninger til Den Internationale Rumstation(ISS) med Leonardo-containeren og udskiftede det amerikanske medlem af ISS's besætning.
Det var en mission hvor rumstationen skulle indrettes så der kunne blive plads til en fast besætning på seks personer på rumstationen, mod hidtil kun tre. Derudover skulle der udføres reparationer på rumstationen. Fire rumvandringer blev fuldført til at udføre arbejdet.
Endeavour havde siden d. 19. september 2008 været opstillet på Kennedy Space Centers affyringsrampe 39B for at være redningsfartøj (STS-400) for Atlantis' servicemission til Hubble-rumteleskopet. Atlantis' mission blev udskudt til 2009 så Endeavour skal omlastes til STS-126-missionen. Affyringsrampe 39B er dog under ombygning til NASA's fremtidige rumfartøjer Ares og Orion så den er ikke længere i stand til at fylde rumfærgens lastrum under støvfrie forhold. Affyringsrampe 39A har stadig denne mulighed, så Endeavour brugte otte timer d. 23. oktober på at skifte rampe. Desværre har 39A skader på nogle varmebestandige mursten i flammegraven, som er nødtørftigt udbedret.

## Besætning
- Christopher Ferguson (kaptajn)
- Eric Boe (pilot)
- Heidemarie Stefanyshyn-Piper (1. missionsspecialist)
- Donald Pettit (2. missionsspecialist)
- Stephen Bowen (3. missionsspecialist)
- Robert Kimbrough (4. missionsspecialist)

Opsendes:
- Sandra Magnus – ISS Ekspedition 18

Hjemflyvning:
- Gregory Chamitoff – ISS Ekspedition 17

## Missionen
Missionen var en såkaldt ULF-2 (Utilization and Logistics Flight) mission hvor Den Internationale Rumstation fik tilført udstyr, så der kan være seks astronauter permanent om bord. Et ekstra køkken, motionscykler, sovekabiner, et nyt toilet, vandrensningsanlæg, et system til at omdanne urin til drikkevand, reservedele til CO2-rensningssystemet osv. medbringes i Leonardo-containeren.
Leonardo fyldte halvdelen af Endeavours lastrum og er et Multi-Purpose Logistics Module (MPLM). Leonardo kobles til ISS så den kan tømmes uden at bruge rumdragt. Endeavour tog Leonardo med tilbage med prøver der skal undersøges nærmere på Jorden. Det var den 27. rumfærgeflyvning til ISS.
Styrbord og bagbord solcellepanelssektioner roterer så solcellerne modtager maksimalt sollys. Forbindelsen mellem ISS' tværbjælke og hver af de to solcellesektioner hedder Solar Alpha Rotary Joint (SARJ). Styrbord SARJ drejer ikke solpanelerne jævnt og hakker i det. Astronauter på rumvandring har opdaget små metalspåner i lejet. Fire rumvandringer blev afsat til at rense og smøre SARJ i begge sider og til at udskiftning af 11 ruller i styrbord SARJ’s Trundle Bearing.

### Opsendelsen
Et par minutter før opsendelsen opdagede man et mindre problem. I "Det hvide rum" var en dør ikke spændt ordentligt fast, det blev vurderet at det ikke udgjorde en risiko og opsendelsen forløb som planlagt.
"Det hvide rum" er en gangbro og indgangen til rumfærgen fra rampen, den er tilkoblet til rumfærgen før afgang. Kort før opsendelse frakobles gangbroen og rumfærgen opsendes.

### Turen mod rumstationen og tilkobling
Endeavour nåede frem til rumstationen 47 timer efter opsendelsen (5:01 p.m. EST) og blev tilkoblet et par timer efter (7:16 p.m. EST), d. 17. november kl. 01:16 dansk tid.
Undervejs blev de normale procedurer fulgt med fotografering af rumfærgens yderside for check af eventuelle skader. Besætningen forberedte rumfærgen til sammenkobling med rumstationen og fik 8 timers søvn.
To hændelser skulle undersøges yderligere, et nedfaldet objekt fra rumfærgen ved opsendelsen og kommunikations-svigt med satellitsystemet TDRSS
.
De første undersøgelser af Endeavour viste at rumfærgen var i god stand og ikke behøvede yderligere undersøgelser. Det betød at besætningen muligvis kunne få en ekstra dag til arbejdet med rumstationen i stedet for at lave en udvidet undersøgelse af rumfærgens varmeskjold.

### Udpakning af Leonardo
Missionens fjerde og første dag på rumstationen blev brugt at få Leonardo-containeren ud af fra rumfærgens lastrum og klargjort til sammenkobling med rumstationens Harmony-modul.
Blandt de biologiske eksperimenter var et hold edderkopper medbragt, en af edderkopperne var ikke sammen med de andre edderkopper da den var back-up for en anden edderkop. Den fik stor opmærksomhed i medierne da den tilsyneladende forsvandt. Mens en talsmand fra NASA har udtalt at edderkoppen ikke er forsvundet, udtaler en anden at den nok dukker op igen. Arten tilhører familien Araneidae (hjulspinderne) og bider sjældent, men man anbefales at søge læge hvis man har længerevarende forgiftningssymptomer efter et bid .

### Første rumvandring
Missionens femte dag (natten mellem d. 18. november og 19. november dansk tid). Heidemarie Stefanyshyn-Piper og Stephen Bowen udførte første rumvandring og reparationen fra den udvendige side af rumstationen, størstedelen af rumvandringen gik med rensning og reparation af Solar Alpha Rotary Joint (SARJ). Stefanyshyn-Pipers smørepistol lækkede eksplosivt og imens hun rensede sin handske svævede hendes 15 kg tunge værktøjstaske væk fra hende og rumstationen. Derefter måtte de to astronauter deles om Bowens værktøj. Om bord på rumfærgen er der et sæt reserveværktøj men ikke en ekstra smørepistol. NASA overvejer at anvende den "limpistol" Endeavour har med til at reparere varmeskjoldets evt. ødelagte kakler som smørepistol.

### Forsat udpakning af Leonardo
På missionens sjette dag fortsatte besætningen med udpakningen af rumfærgen og forberedelser til næste dags rumvandring. Et vandrensningsanlæg blev sat op..

### Anden rumvandring
Heidemarie Stefanyshyn-Piper og Robert Kimbrough på missionens syvende dag (natten mellem d. 20. november og 21. november dansk tid) igen gik størstedelen af tiden med rensning og reparation af Solar Alpha Rotary Joint (SARJ).
Forsættelse af første rumvandrings rensning af styrbord led, aflejringerne af snavs blev skrabet af leddene som derefter blev smurt så de igen kan rotere jævnt. Rotationen er nødvendig for at solpanelerne kan vende mod solen og optage energi fra solstrålerne til at generere elektricitet til rumstationen. Den resterende del af rumvandringen var fokuseret på at erstatte fire af de 12 bærende enheder i Trundle bearing assemblies (TBA).
Kontrolcenteret på Jorden bemærkede at Kimbroughs kuldioxidniveau steg, så han bevægede sig til luftslusen som den første af de to rumvandrere. Der var nogle tekniske kommunikationsproblemer på den sidste del af rumvandringen.

### Urin til vand processoren
Processoren der omdanner urin til drikkevand sammen med vandrensningsanlægget brød sammen og meget af missionens ottende dag gik med at undersøge problemet. Sensorer indeni den motordrevne centrifuge viste at hastigheden for langsom, dette fik systemet til at lukke ned. NASAs ingeniører på jorden arbejdede også på at finde en løsning på problemet.
ISS-kaptajn Fincke og Magnus testede sammenkoblingsmekanismen på Kibō, mekanismen skal benyttes til sammenkobling af den udvendige platform EF (Exposed Facility) på den fremtidige rumfærge-mission STS-127 i 2009.
Rumfærgekaptajn Ferguson og piloten Boe gav rumstationen et såkaldt reboost,- et løft af stationen så afstanden til jorden blev en sømil højere. Rumstationen blev derved klar til at modtage det ubemandede forsyningsfartøj Progress der skulle ankomme senere samme måned.
Besætningen fik desuden en times hviletid. Et interview med hele besætningen blev afholdt, Sandra Magnus fortalte bl.a. at den forsvundne edderkops færden stadig er uvis. Besætningen gjorde også klar til tredje rumvandring; samling af værktøjer, gennemgang af procedurer og søvn i luftslusen..

### Tredje rumvandring
Heidemarie Stefanyshyn-Piper og Stephen Bowen på missionens niende dag (natten mellem d. 22. november og 23. november dansk tid). Fortsat rengøring af stationens af Solar Alpha Rotary Joint (SARJ) og fjernelse og udskiftning af de resterende Trundle bearing assemblies (TBA). Rumvandringen varede 6 timer og 58 minutter.
Indenfor på rumstationen fortsatte arbejdet med overflytning af last og forsyninger fra Leonardo-containeren.

### Stadig problemer med urin til vand processoren
Processoren der skulle omdanne urin til drikkevand fungerede stadig ikke som tilsigtet på missionens tiende dag. NASA overvejede om maskinen skulle bringes tilbage til Jorden.

### Fjerde rumvandring
Stephen Bowen og Robert Kimbrough på missionens sidste rumvandring. Bagbord Solar Alpha Rotary Joint (SARJ) blev smurt forbyggende og styrbordssiden blev færdiggjort på missionens elvte dag.
En GPS-antenne blev sat på Kibos ELM-PS sektion, et videokamera blev sat op på P1 segmentet.
Missionen blev forlænget med et døgn.

### Vandrensninganlægget virker
Den del af vandrensninganlægget der omdanner urin til drikkevand begyndte at virke. Flere test af vandets kvalitet skal gennemføres inden astronauterne må drikke vandet.
De første test af styrbord solpaneler viste at de igen bevægede sig uden problemer, men der skulle testes yderligere for sikre resultater.

### Leonardo på plads i rumfærgens lastrum
Det færdigpakkede modul med returgods til Jorden blev sat fast i Endeavours lastrum.
ISS-kaptajn Edward M. Fincke og Jurij Lontjakov forberedte ankomsten af Progress M-01M-fartøjet (31P), en af antennerne til automatisk sammenkobling fungerede ikke efter hensigten og de måtte løse problemet manuelt. Progress M-01M's ankomst til rumstationen er sat til 30. november.

### Thanksgiving i rummet
Missionens fjortende dag var Thanksgiving (torsdag d. 27. november). I USA er der tradition for at man spiser kalkun på Thanksgivings day, så menuen stod på røget kalkun, grønne bønner, svampe og tranebærdessert. En del af dagen fik besætningen også noget fritid inden de igen skulle fortsætte med klargøringen af næste dags frakobling fra rumstationen. Lugen blev forseglet mellem de to fartøjer natten før afgang fra rumstationen .

### Rumfærgen frakobles rumstationen
Natten mellem fredag d. 28. november og lørdag d. 29. november dansk tid, var Endeavour koblet fra rumstationen. Frakoblingen blev forsinket for at undgå sammenstød med en bunke rumaffald. Efter frakoblingen tog besætningen billeder af Endeavours yderside med rumfærgens robotarm.

### Rumfærgen har kurs mod jorden
Sidste døgn i rummet (lørdag d. 29. november). Endeavour forventedes at lande på Kennedy Space Center søndag 30. november klokken 1:19 pm EST – 19:19 dansk tid.

### Rumfærgen lander – Missionen er slut
På grund af dårligt vejr i Florida blev Endeavour omdirigeret til landing på Edwards Air Force Base i Californien. Rumfærgen landede klokken 22:25 d. 30. november 2008 dansk tid , .
- Endeavour transporteres til klargøring i Vehicle Assembly Building(VAB), på Kennedy Space Center.
- Endeavour transporteres fra rampe B til rampe A, rumfærgen skulle oprindeligt have været rednings fartøj til mission STS-125 inden flytningen, men missionen blev aflyst.
- Solcellesektionernes roterende led Solar Alpha Rotary Joint (SARJ), har der været problemer med siden STS-120 og STS-124 der skal udføres reparationer på dem.
- Rampe 39A blev beskadiget under opsendelsen af STS-124.
- Fuldmåne over Rampe 39A kort før opsendelsen.
- Missionens første rumvandring, rensning af Solar Alpha Rotary Joint (SARJ) på rumstationens solpaneler.
- Lasten fra Endeavour overføres til rumstationen.
- Endeavour lander på Edwards Air Force Base.

Hovedartikler: